# With☆ベイスターズ
『With☆ベイスターズ』（ウィズ・ベイスターズ）は、2012年からプロ野球のシーズン（4月上旬～9月下旬）中にのみTBSテレビ（関東ローカル）で放送されている、横浜DeNAベイスターズの応援番組。番組開始当初は『Oh!ベイスターズ』（オー・ベイスターズ）のタイトルであった（タイトルの変遷については後述）。

## 概要
- 東京放送ホールディングス※当時（TBSHD）は、2002年から保有していた横浜ベイスターズの経営権を2011年末にDeNAへ譲渡したが、TBSテレビにおけるベイスターズ応援番組は継続された。
- 2012年シーズンは、前番組『Love BayStars』と同じ曜日・時間帯の日曜5:20 - 5:30（毎月最終週のみ日曜4:50 - 5:00[2]）（10分）に『Oh!ベイスターズ』を編成。同年4月1日から関東ローカルで放送を開始し、9月29日に放送を終了した。ただし、従来の女性MCに代わって3体のマネキン人形（放送上は「横浜市在住の山田家」という設定でパパ、ママ、息子の尚典の3人家族）を登場させるなど、前番組とは趣向が大いに異なっていた（おそらく『オー!マイキー』のパロディ）。
- 2013年シーズン以降は『Oh!ベイスターズ20XX』[1]として金曜深夜（土曜未明）に放送枠を移動。内容も2011年までの形態に戻し、マイナーチェンジ[3]を毎年施しながら放送を続ける。
- 2021年シーズン以降は『With☆ベイスターズ20XX』[1]に番組タイトルを変更。
- 歴代応援番組同様、公式戦開幕時期に関係なく4月第1週より放送を開始し[4]、ベイスターズの成績や公式戦残り試合数に関係なく9月最終週で放送を終了する。
  - 2016年・2022年は放送期間中にAクラス入りおよびクライマックスシリーズ進出を決めたが、放送期間が延長されることはなかった。
  - 2017年・2024年は放送期間終了後にクライマックスシリーズ、次いで日本シリーズ進出を決め、横浜スタジアムで開催される日本シリーズの放送権をTBSテレビが独占するも、当番組の緊急企画は放送されなかった（2017年第1戦開催日＝10月29日放送の『バース・デイ』でベイスターズを特集した程度）。
  - 2020年は新型コロナウイルス感染症の流行の影響でシーズン開幕が大幅に遅れた（6月19日開幕）にも関わらず、放送期間の延長はなかった。
- TBSテレビHP内やデジタルテレビ内蔵（Gガイド）の番組表では、年度初回・最終回であっても[新][終]といった番組開始・終了を示す記号は表示されない。
- 現オーナー企業のDeNAは番組提供をせず、スポット扱いのCMも流さない。

## 出演者
佐伯貴弘、今井翼を除き、MC・ナレーターはTBSアナウンサー（担当当時）

### MC
- 林みなほ（2013・2014）
- 出水麻衣（2015）
- 井上貴博（2016）
- 上村彩子（2017 - 2019）[5]
- 佐伯貴弘（2019）
- 今井翼（2020 - 2023途中）
- 佐々木舞音（2022途中 - ）

2023年6月に今井が休養してからは、週替わりでベイスターズOBやTBSアナウンサーがナビゲーターを担当している。

### ナレーター
- 向井政生（2013 - 2020）
- 熊崎風斗（2021）
- 小林廣輝（2022序盤）

### その他
ベイスターズの選手や監督・コーチ、dianaなど関係者

## スタッフ
2024年現在
- ディレクター：秋元洋祐
- プロデューサー：佐藤美紀（TBSテレビ）、長田紗也加（TBS SPARKLE）
- 制作協力：TBS SPARKLE（旧・VuCast）[6]
- 制作：TBSテレビスポーツ局
- 製作著作：TBS

### 過去のスタッフ
- 演出：栗原賢治、大島英彦
- 演出・プロデューサー：手塚準（TBS SPARKLE）
- プロデューサー：甲斐大志郎（TBSテレビ）

## 放送時間の変遷
| 年度                          | 時間（日本時間）               | 備考 |
| ----------------------------- | ------------------------------ | --- |
| 2012年 （2012.4.1 - 9.29）    | 日曜日5:20 - 5:30              | 4月8日はマスターズ・トーナメント中継の為4:20 - 4:30に繰り上げ。 8月12日はロンドンオリンピック中継の為休止。 |
| 2013年 - 2017年 2019年 2022年 | 土曜日2:55 - 3:05 （金曜深夜） | |
| 2018年 （2018.4.7 - ）        | 土曜日2:25 - 2:35 （金曜深夜） | 『アニメイズム』枠繰り上げに伴う。                                                                          |
| 2020年 （2020.4.4 - ） 2021年 | 土曜日2:57 - 3:07 （金曜深夜） | |
| 2023年 （2023.4.8 - ）        | 土曜日2:53 - 3:03 （金曜深夜） | |